# 松亭站 (江原道)
松亭站（韓語：송정역）是朝鮮民主主義人民共和國江原道伊川郡松亭里的一個鐵路車站，属于青年伊川线。

## 邻近车站
青年伊川线
支上站 - 松亭站 - 伊川青年站